# Liste der Bodendenkmale in Alfhausen
In der Liste der Bodendenkmale in Alfhausen sind die Bodendenkmale der niedersächsischen Gemeinde Alfhausen aufgeführt. Die Quelle ist der Denkmalatlas Niedersachsen.
- Bitte beachten Sie, dass diese Liste keinen Anspruch auf Vollständigkeit erhebt.
- Die Angaben ersetzen nicht die rechtsverbindliche Auskunft der zuständigen Denkmalschutzbehörde.
- Es sind nur Daten aus dem Denkmalatlas verarbeitet.
- Der Stand der Liste ist der 9. Mai 2025.

Alfhausen im Landkreis Osnabrück

## Allgemein
In den Spalten finden sich folgende Informationen des Bodendenkmales:
| Lage         | geographische Koordinaten                                                           |
| Bezeichnung  | Bezeichnung lt. Denkmalatlas                                                        |
| Beschreibung | Beschreibung lt. Denkmalatlas                                                       |
| ID           | Objekt-ID                                                                           |
| Bild         | Bild, ggf. zusätzlich mit Link zu weiteren Fotos im Medienarchiv Wikimedia Commons. |

## Alfhausen
| Lage                        | Bezeichnung            | Beschreibung | ID       | Bild |
| --------------------------- | ---------------------- | --- | -------- | ---- |
| 52° 30′ 16″ N, 7° 58′ 42″ O | Alfhausen 9, Gut Horst | Ehemals Burganlage auf einer Gesamtfläche von 150 (WNW-OSO) × 115 m. Die geringfügig erhöhte Burgfläche ist von einem Wassergraben umgeben; im O ist ein Außenwall von ca. 1 m H. und ca. 5 m Sohl-Br. erhalten. Scheint nach den spärlichen Angaben in den Schriftquellen zunächst aus einem steinernen Haus bestanden zu haben, zu der eine Vorburg - wahrscheinlich der ursprüngliche Wirtschaftshof - dazukam. Die Teilung zwischen zwei Familienzweigen hatte möglicherweise einen Ausbau der Vorburg zufolge. Die Hauptburg scheint noch im Spätmittelalter abgegangen zu sein, während sich aus der Vorburg der heutige Bauernhof entwickelte. | 28936150 | BW   |

## Heeke
| Lage                        | Bezeichnung          | Beschreibung | ID       | Bild |
| --------------------------- | -------------------- | --- | -------- | ---- |
| 52° 31′ 33″ N, 7° 58′ 17″ O | Heeke 20, Meppenburg | Niederungsburg. Lt. Eintrag in Gaußsche Landesaufnahme von einfacher, annähernd trapezförmiger Graft umgeben. Lt. R. v. Bruch (s. Lit.) waren im Jahre 1930 die Gräfte noch gut erhalten, von den ehemaligen Gebäuden stand noch ein sehr verfallenes Torhaus. Das Torhaus steht heute in restauriertem Zustand ca. 400 m südsüdöstl. der Meppenburg. Die gesamte Anlage wurde 1995 restauriert, die Graft neu ausgehoben. Das Wohngebäude wurde mit einem neuen Dach gedeckt und ebenfalls restauriert. Im Graftaushub lagen Bruch- und behauene Werksteine. | 28946251 | BW   |

## Thiene
| Lage                        | Bezeichnung         | Beschreibung | ID       | Bild |
| --------------------------- | ------------------- | --- | -------- | ---- |
| 52° 28′ 51″ N, 7° 53′ 39″ O | Thiene 1, Grabhügel | Durchmesser ca. 17 m und Höhe ca. 1,1 m. Rund. Südl. Rand vom Waldweg angeschnitten. Flache Einkuhlung im Zentrum. | 28936152 | BW   |